# 가가나
가가나(영어: Gagana, 러시아어: Гагана)는 러시아의 민담과 슬라브 신화에서 등장하는 상상의 동물로, 철로 된 부리와 황동으로 된 발톱을 지닌 새이다. 주술적인 기도문에서 종종 언급되며, 현명한 뱀 가라페나와 함께 성석 알라티르의 수호수로 표상된다. 기적을 행할 수 있으며, 모든 새 가운데 유일하게 젖을 줄 수 있다고 전해진다.